# Zapp Magazine
Zapp Magazine was een internationaal kunst-videozine, ofwel een serie videobanden die uitgegeven werd volgens het format van een tijdschrift. De duur was maximaal negentig minuten. Van 1993 tot en met 1998 zijn er 11 nummers verschenen, de nummers 0 tot en met 10. In 2007 is er een nummer 11 verschenen. De videobanden werden verkocht in boekhandels en kunstgalerieën. De videozine was een initiatief van vier kunstenaars/curatoren uit Amsterdam, Den Haag en New York: Corinne Groot, Jack Jaeger, Arnold Mosselman en Rob van de Ven.
Op de videobanden staan lezingen; vertoningen van kunstvideo's op monitors of gebeamd op wanden dan wel op voorwerpen geprojecteerd; videoregistraties van exposities, performances en vernissages. Het betreft onder meer (werken van): Dan Graham, On Kawara, Mike Kelley, Yayoi Kusama en Sarah Lucas.
De video's uit het videomagazine werden door het gelieerde Zapp Productions vertoond in tentoonstellingsprogramma's van onder meer De Appel en Stichting Kunst en Openbare Ruimte (SKOR).